# Voitto Hellsten
Voitto Valdemar Hellsten (ur. 15 lutego 1932 w Pertteli, zm. 7 grudnia 1998 w Turku) – fiński lekkoatleta, który specjalizował się w biegu na 400 metrów.
Trzy razy startował w igrzyskach olimpijskich – Helsinki (1952), Melbourne (1956) oraz Rzym (1960). Na igrzyskach olimpijskich w Melbourne zdobył brązowy medal w biegu na 400 metrów wraz z reprezentantem Związku Radzieckiego Ardalionem Ignatjewem. Dwukrotny medalista mistrzostw Europy w 1954.  Wielokrotny mistrz i rekordzista kraju w różnych konkurencjach. Rekord życiowy w biegu na 400 metrów: 46,20 (1956).